# William Meiklejohn
William Meiklejohn (ur. 16 marca 1903 w Los Angeles w stanie Kalifornia, zm. 26 kwietnia 1981) – amerykański hollywoodzki agent.

## Wyróżnienia
Posiada swoją gwiazdę na Hollywoodzkiej Alei Gwiazd.